# Nagasari
Il nagasari è un dolce indonesiano. 

## Descrizione
Si tratta di un impasto di farina di riso, latte di cocco e zucchero al cui interno è racchiusa una fetta di banana. Il dolce è avvolto in una foglia di banana. Il nagasari rientra nella categoria dei kue, un tipo di piccola pasticceria indonesiana.